# Pesquisa Nacional de Demografia e Saúde
A Pesquisa Nacional de Demografia e Saúde (PNDS) é um inquérito domiciliar brasileiro que investiga dados sobre saúde sexual e reprodutiva de homens e mulheres e sobre nutrição na infância. Foi criada em 1986, com o nome "Pesquisa Nacional de Saúde Materno-Infantil e Planejamento Familiar" (PNSMIPF), e teve outras edições em 1996, 2006 e 2023.
Diferentes instituições foram responsáveis pela organização da PNDS, desde a sua criação, como a Sociedade Civil Bem-Estar Familiar no Brasil (BEMFAM), em 1986 e 1996, e o Centro Brasileiro de Análise e Planejamento (CEBRAP), em 2006. A condução da PNDS-2023 foi atribuída ao Instituto Brasileiro de Geografia e Estatística (IBGE), com apoio da Secretaria de Atenção Primária à Saúde (SAPS) do Ministério da Saúde, passando a integrar o Sistema Integrado de Pesquisas Domiciliares do instituto, assim como a Pesquisa Nacional de Saúde (PNS).
Esta pesquisa está associada ao Demographic and Health Surveys (DHS), um programa de escala global,  apoiado pela Agência Americana para o Desenvolvimento Internacional (USAID), que atua promovendo a colaboração entre agências de pesquisa em mais de 90 países em desenvolvimento, a fim de prover dados comparáveis entre os países.